# Leucania transversata
Leucania transversata là một loài bướm đêm trong họ Noctuidae.